# ال‌دورادو (اوهایو)
ال‌دورادو، اوهایو (به انگلیسی: Eldorado) یک سکونتگاه مسکونی در ایالات متحده آمریکا است که در شهرستان پربل، اوهایو واقع شده‌است.

## خصوصیات
ال‌دورادو ۰٫۶۰ کیلومترمربع مساحت و ۵۰۹ نفر جمعیت دارد و ۳۴۶ متر بالاتر از سطح دریا واقع شده‌است.